# Miskolczi Barna
Miskolczi Barna (Budapest, 1971 –) büntetőjogász, ügyész, volt miniszteri biztos. Nevéhez köthető az új Büntető Törvénykönyv (2012. évi C. törvény), és az új Büntetőeljárási Törvény (2017. évi XC. törvény) kodifikációja. Több magyar és egy külföldi egyetem oktatója.

## Életpályája az ügyészségen
1996-ban ügyészségi fogalmazó Budapesten. 2000-től ügyész, 2001-től főügyészségi ügyész. 2004-től 2010-ig a Legfőbb Ügyészség Kiemelt Ügyek Főosztályán teljesít szolgálatot. Ebben az időben elsősorban a több országot érintő nagy volumenű gazdasági és pénzügyi bűncselekményekre szakosodott. 2012-től Polt Péter legfőbb ügyész kabinetfőnöke. 2019-től a Legfőbb Ügyészség Nemzetközi és Európai Ügyek Főosztálya vezetőjeként az ügyészség külkapcsolataiért felelős.

## A Büntető Törvénykönyv kodifikációja
2010-ben Navracsics Tibor miniszter kezdeményezte, hogy az új törvény szövegét a büntető jogalkalmazás „első vonalából” érkező szakember készítse el. A munkát Polt Péter legfőbb ügyész Miskolczi Barnára bízta. A szöveg megalkotását az illetékes minisztériumi főosztály élén 2012-re fejezi be. A 2012. évi C. törvény 2013-ban lép hatályba.

## A Büntetőeljárásról szóló törvény kodifikációja
2013-ban kezdődik meg a büntetőeljárásról szóló új törvény kodifikációja. Miskolczi Barna 2014-ben ismét az Igazságügyi Minisztériumba kerül, átveszi a Büntetőjogi Jogalkotásért Felelős Helyettes Államtitkárság vezetését s miniszteri biztosként irányítja a kodifikációt. Az új szöveg 2017-ben készül el. A 2017. évi XC. törvény 2018-ban lép hatályba.

## Tudományos és oktatói munkássága
2005-ben európai uniós szakjogász oklevelet szerez. PhD fokozatát 2019-ben Pécsett szerezte meg „summa cum laude” minősítéssel. Értekezésének címe: Az európai büntetőjog alternatív értelmezése. Több egyetemen (pl. Nemzeti Közszolgálati Egyetem, Pázmány Péter Katolikus Egyetem, Pécsi Tudományegyetem) oktat, vagy oktatott. 2016 és 2019 között, majd 2021-től a Sanghaji Társadalomtudományi Akadémia Európai Büntetőjogi Kutatóintézetének vendégprofesszora. 2021-ben „summa cum laude” minősítéssel elvégzi a Magyar Diplomáciai Akadémiát. A Jogi Szakvizsga Bizottság cenzora, TDK mentor.
Kutatási területei az európai büntetőjog, illetve az általános mesterséges intelligencia jogi, etikai, filozófiai és teológiai vonatkozásai.
Számos kommentár, szakkönyv és tudományos cikk szerkesztője, illetve szerzője. Műveinek listája a Magyar Tudományos Művek Tárában megtalálható.

## Kitüntetések, elismerések
- A Magyar Érdemrend tisztikeresztje, polgári tagozat (2012)
- Legfőbb ügyészségi tanácsos (2017)
- Kozma Sándor-díj (2018)